# هرایر دژوغک
هرایر دژوغک (ارمنی: Հրայր Դժոխք, Hrayr The Hell زادنام آرمناک قازاریان ارمنی: Արմենակ Ղազարյան؛ ۱۸۶۴ – ۱۳ آوریل ۱۹۰۴) یک رهبر نظامی، استراتژیست، فدایی، سیاستمدار و معلم ارمنی و بخشی از جنبش آزادی‌بخش ملی ارمنی بود. وی از اعضای فدراسیون انقلابی ارمنی بود.

## زندگی
آرمناک در اواخر دهه ۱۸۸۰ از مدرسه صومعه کاراپت مقدس در موش (شهر) فارغ‌التحصیل شد. دیرتر وی در کالج متحد ارمنیان موش تحصیل نمود.